# Brezoaia, Dâmbovița
Brezoaia este un sat în comuna Brezoaele din județul Dâmbovița, Muntenia, România. Se află în partea de sud a județului, în Câmpia Vlăsiei, pe malul drept al Dâmbovița.